# Otmar Bauer (Künstler)
Otmar Bauer (* 9. Januar 1945 in Schärding; † 17. Oktober 2004 in Petersbaumgarten) war ein österreichischer Aktionskünstler des Wiener Aktionismus.
Otmar Bauer kam aus der Studentenrevolte zum Wiener Aktionismus, wo er Otto Muehl kennenlernte, der Anfang der 1970er Jahre durch die Gründung einer reichianisch inspirierten Kommune, der Aktionsanalytischen Organisation (AAO), von sich reden machte.
Ende der 1980er Jahre sagte sich Otmar Bauer von Mühl los und lebte als freier Künstler teils im österreichischen Burgenland, teils auf Santa Maria/Azoren.
2004 veröffentlichte Otmar Bauer 1968 – autobiographische Notizen, in dem er seinen Weg von seinen Studententagen bis in die 1990er Jahre beschreibt.